# Травмы живота и органов брюшной полости
Тра́вмы живота́ и о́рганов брюшно́й по́лости — физическое повреждение стенок и органов брюшной полости человека.
Травмы живота и органов брюшной полости третья по распространённости (после черепно-мозговых травм и торакальных повреждений) причина смерти вследствие полученных травм.

## Педиатрия[1]
Виды травм живота
- Закрытая травма живота составляет — 85 % травм живота;
- Открытая травма живота — 15 % травм живота.

Наиболее распространены повреждения селезёнки и печени. Далее по распространённости идут повреждения почек, кишечника, поджелудочной железы. При множественных повреждениях могут охватываться тазовые кости и органы (мочевой пузырь, мочеточник, подвздошные сосуды)

## Клиническая картина
- Боль
- Вздутие
- Симптом раздражения брюшины (отсутствие или значительное уменьшение кишечного шума, болезненность при внезапном ослаблении давления)
- Экхимоз
- Кровь в моче, стуле, назогастральном аспирате
- Необъяснимая гипотензия или другие признаки гиповолемического шока

Ни один из признаков не является показателем и острое кровотечение в брюшной полости может первоначально не проявляться в болезненных ощущениях. Необъяснимая гипотензия (См. особенности гипотензии при кровопотери и основные показатели состояния организма ребёнка в статье Травма) или шок указывают на необходимость обследования на предмет наличия кровотечения в брюшной полости. Травмы брюшной полости могут вести к значительной кровопотере. (Патофизиология шока при геморрагическом шоке отражена в статьях Травма и Шок). Селезёнка и печень являются высоко васкуляризированными органами и кровоточивыми при повреждениях. Даже накопление подкапсулярных гематом без перфорации может привести к значительному падению гематокрита. Также следует учитывать, что значительные объёмы крови могут накапливаться в чашевидной полости и ретроперитонеальном пространстве в силу их близости к брюшной полости.
Тупая травма как правило является повреждением цельных не полых органов брюшной полости (например, селезёнка и печень, а не тонкая кишка). Это объясняется несколькими причинами. Во-первых грудная клетка ребёнка более эластична поэтому уменьшается вероятность переломов ребер и следовательно повреждение ими внутренних органов. Во-вторых, у детей менее развита брюшная мускулатура и меньше жировой ткани, а органы относительно пропорций тела больше по размеру, чем у взрослых. Поэтому тупой удар легче передаётся к цельным органам. В-третьих, у детей диафрагма ориентирована более горизонтально, а селезёнка и печень лежат ближе к передней нижней части брюшной полости.
Повреждения полых органов пищеварительного тракта, таких как желудок и кишечник составляет 5-15 % повреждений от тупых травм. Существует три механизма повреждения полых органов пищеварительного тракта: сдавливание между внешней стенкой брюшной полости и позвоночником; отрыв при фиксации брыжейки, при продолжающемся движении кишечной петли; лопанье, когда наполненный воздухом или жидким содержимым участок кишечника закрыт с обеих сторон и на него осуществляется воздействие. Перитонит развивается через 6-48 часов после фекального разбрызгивания или деваскуляризации. Сложности с обнаружением повреждений полых органов пищеварительного тракта, отсрочка в их проявлении обуславливает необходимость периодического обследования после получения травмы.
Повреждения двенадцатиперстной кишки и поджелудочной железы также сложно диагностировать. Разлив желчи и ферментов могут повлечь аутолиз поджелудочной железы и сепсис.

## Физикальное обследование
Не рекомендовано полагаться на физикальное обследование при оценке травм органов брюшной полости. Дети с повреждениями органов брюшной полости, как показывают исследования, как правило, не отличаются от тех, кто таких повреждений не получил, особенно по прошествии небольшого времени после получения травмы. Оценка повреждений органов в случаях значительного механизма травмирования должна осуществляться при помощи компьютерной томографии, ультразвукового исследования, диагностического перитонеального лаважа, лапароскопии, лапаротомии.
Падение кровяного давления является поздним признаком развития шокового состояния (См. Травма и Шок). Простой способ расчёта нижнего уровня нормального систолического давления крови 70+(2 * возраст в годах).
Необходимо провести осмотр живота на наличие экхимоза, вздутия, отпечатков, пенетраций, парадоксальных движений, провести аускультацию кишечных шумов, пальпацию. При подозрении на повреждение печени и селезёнки пальпация должна быть минимизирована во избежание провоцирования кровотечений.

## Лабораторное обследование
Анализ мочи — для выявления гематурии и для проверки связанных повреждений мочеполовой системы. Амилаза, липаза, щелочная фосфатаза могут указывать на наличие повреждения, но нормальные значения не исключают патологии.
Стандартный перечень лабораторных тестов включает: полный дифференциальный подсчёт кровяных телец, анализ электролитов, азота мочевины крови, креатанина, глюкозы, протромбинового времени, частичного тромбопластинового времени, мочи, определение группы крови и совместимости.

## Диагностическая визуализация
Диагностическая визуализация проводится после стабилизации состояния пациента наступающего в результате реанимационных действий. Компьютерная томография обеспечивает 97 % точность в определении повреждений органов брюшной полости и ретроперитонеальных (забрюшинных) повреждений. Ультразвуковое обследование показывает наличие повреждений, но не определяет природу повреждений, не позволяет отразить состояние забрюшинной области.

## Лечение
В виду опасности травм и высокой смертности, диагностика и лечение должны производиться одновременно. Гиповолемический шок — главное осложнение травм органов брюшной полости, на которое необходимо обратить внимание. Это объясняется тем, что наиболее распространённая причина смерти от своевременно невыявленных причин при травмах брюшной полости — кровопотеря. Первые предпринимаемые меры — обеспечение проходимости дыхательных путей и качества дыхания, следующие действия — обеспечение сосудистого доступа и инфузионная терапия (См. Шок). Необходимо проверять гематокриты и гемоглобины, чтобы можно было оценивать кровопотерю. Основные показатели состояния организма должны контролироваться часто. Необходимо проводить агрессивное лечение ортостатического падения кровяного давления и супинированной гипотензии. Если гиподинамическая стабилизация не наступает после сосудистого доступа и реанимационных действий растворами (болюс См. Шок) травматолог должен провести диагностическую лапаротомию.
Одной из специфических мер при лечении травм органов брюшной полости - ранняя декомпрессия желудка при помощи назогастральный и орогастральный трубки чтобы предупредить дыхательную недостаточность и декомпрессия мочевого пузыря при помощи мочевого катетера. Перед применением мочевого катетера необходимо убедиться в отсутствии уретральной или мочеполовой травмы, по наличию крови в моче. 
Появление грыжи требует хирургического вмешательства.